# Едіссон Йорданов
Едіссон Йорданов (болг. Едисон Йорданов, нім. Edisson Jordanov, нар. 8 червня 1993, Росток) — болгарський та німецький футболіст, півзахисник клубу «Ф91 Дюделанж».

## Клубна кар'єра
Народився 8 червня 1993 року в місті Росток у родині болгарина Лачезара Йорданова, який емігрував до Німеччини у 1988 році, і німкені Каріни. Почав займатися футболом у 2000 році в команді «Гольденштедт», а 2004 року потрапив у школу «Айнтрахта» (Шверін). З 2006 року виступав за юнацькі команди клубу «Ганза». За основний склад «Ганзи» дебютував 5 лютого 2012 року, відігравши весь матч проти «Бохума» в рамках Другої Бундесліги. Загалом у сезоні 2011/2012 зіграв 12 ігор у чемпіонаті, а клуб вилетів у Третю лігу, де Йорданов провів ще один сезон, втім команда стала лише 12-ю і не підвищилась у класі.
31 травня 2013 року підписав контракт з дортмундською «Боруссією», але до матчів основної команди жодного разу не притягувався, відігравши два сезони за фарм-клуб «Боруссії» у Третій лізі. Після відходу з «Боруссії» ще півтора року провів у клубах третьої Бундесліги «Штутгартер Кікерс» та «Пройсен Мюнстер».
На початку 2017 року підписав контракт з люксембурзьким клубом «Ф91 Дюделанж», з яким у тому ж році виграв «золотий дубль», а у сезоні 2018/2019 вперше в історії місцевого футболу домігся з командою виходу в груповий етап Ліги Європи. Станом на 10 грудня 2018 року відіграв за клуб з Дюделанжа 30 матчів в національному чемпіонаті.

## Виступи за збірні
З 2008 року виступав у складі юнацької збірної Німеччини різних вікових категорій, взяв участь у 5 іграх на юнацькому рівні.
У 2012 році відмовився від запрошення тренера молодіжної збірної Болгарії Михаїла Маданського грати за його збірну, але вже в травні 2013 року погодився виступати за болгарську молодіжку і взяв у її складі участь у невдалій кваліфікації на молодіжний чемпіонат Європи 2015 року. Всього на молодіжному рівні зіграв у 6 офіційних матчах, забив 2 голи.

## Титули та досягнення
- Чемпіон Люксембургу (3):

«Ф91 Дюделанж»: 2017, 2018, 2019
- Володар Кубка Люксембургу (2):

«Ф91 Дюделанж»: 2017, 2019